# Ventosa (Candamo)
Ventosa es una parroquia del concejo de Candamo, en el Principado de Asturias (España). Alberga una población de 320 habitantes (INE 2011) en 152 viviendas. Ocupa una extensión de 13,68 km², siendo la más extensa del concejo.
Está situada en el extremo nororiental del concejo. Limita al norte con el concejo de Castrillón, con la parroquia de Pillarno; al noreste con el concejo de Illas, con la parroquia de La Peral; al este, con el concejo de Las Regueras, con la parroquia de Trasmonte; al sur, con la de Llamero; al suroeste con la de El Valle; y al oeste, con el concejo de Soto del Barco, parroquia de Riberas.

## Poblaciones
Según el nomenclátor de 2009 la parroquia está formada por las poblaciones de:
- Argañosa (casería): deshabitado.
- Faces (aldea): 39 habitantes.
- Faedo (Faéu en asturiano) (casería): 2 habitantes.
- La Mafalla (aldea): 16 habitantes.
- Las Paciones (casería): 4 habitantes.
- Las Pandiellas (aldea): 32 habitantes.
- Pulide (aldea): 9 habitantes.
- La Rebollada (aldea): 5 habitantes.
- La Reigada (aldea): 17 habitantes.
- Reznera (aldea): 11 habitantes.
- La Roñada (casería): 7 habitantes.
- Tablado (Tabláu) (aldea): 16 habitantes.
- Los Valles (casería): 11 habitantes.
- Ventosa (aldea): 151 habitantes.